# Rubén Uría
Rubén Uría (Madrid, 1 de marzo 1975) es un periodista deportivo y redactor de la Cadena COPE, fue comentarista de fútbol en el programa "Tiempo de Juego" trabajó con José Antonio Abellán desde el año 2000, y es comentarista habitual de los partidos más importantes de la Liga Española de fútbol, de la selección española de fútbol o los Grandes Premios de Fórmula 1. Enviado especial de la Cadena COPE al Gran Premio de España de Fórmula 1 de 2006, la Eurocopa 2004 o los Premios Príncipe de Asturias de 2005. Complementó los comentarios de Rafa Alkorta, Kiko Narváez o Andújar Oliver en el programa "Tiempo de Juego" de la Cadena COPE. es Redactor Jefe de la página web de Deportes de la Cadena COPE, tertuliano habitual de Popular TV, dirige la sección "El Salón de la Fama" en Gestiona Radio y es colaborador de EUROSPORT.
Ha recibido el Premio Periodístico del SFC "Jose Antonio Blázquez" en su octava edición por parte del Sevilla FC. La razón fue su opinión sobre el duopolio de la Liga española y la injusticia sobre la prensa nacional con los equipos modestos en su artículo "Ya caerá el Sevilla".

## Vinculaciones entre los colegiados y el Real Madrid
Uría sostiene que siempre hubo una estrecha relación entre los presidentes del colegio arbitral y el equipo madridista.
Publicó un detallado informe acerca del Colegio Nacional de Árbitros, donde intenta probar que gran parte de los presidentes de este organismo habían pertenecido al Real Madrid CF.
El informe sobre el Real Madrid y el Colegio Nacional de Árbitros también fue publicado por el diario "Superdeporte".

## Crisis del periodismo deportivo
Crítica sobre el periodismo deportivo español, que según Uría, atraviesa por uno de los peores momentos de su historia.

## Los derechos de TV en el fútbol
Este periodista realizó un detallado, minucioso y documentado estudio sobre el reparto de los derechos de televisión de los equipos españoles de fútbol.

## Libros
Es coautor del libro "El fútbol es así" junto a José Joaquín Brotons.